# Contectopalatus
Contectopalatus is een geslacht van uitgestorven basale Ichthyosauria, een op een vis of dolfijn lijkend marien reptiel uit het Midden-Trias. Fossielen zijn gevonden in Duitsland en China.

## Naamgeving
De typesoort is Ichthyosaurus atavus Quenstedt, 1851/1852, 'de voorouderlijke'. Friedrich von Huene maakte daar in 1916 een Mixosaurus atavus van met als neotype SMNS 153787. Het werd in 1998 door Maisch en Matzke benoemd als een apart geslacht met als lectotype GPIT/RE/411. De geslachtsnaam betekent 'sluitend verbonden verhemelte'. Andere onderzoekers blijven er echter van uitgaan dat het synoniem is met Mixosaurus; weer anderen plaatsen het in Phalarodon. Het materiaal bestaat uit delen van een schedel gevonden bij Neuhengstett in Baden-Württemberg. In 2008 werd in China specimen LPV 30872 gevonden, een vrijwel volledig skelet. Opmerkelijk genoeg werd dit aangeduid als een lectotype.

## Beschrijving
Dieren uit dit geslacht werden tot vijf meter lang met een gewicht rond vierhonderd kilogram.
Onderscheidende kenmerken werden in 2013 aangegeven. Op de wortel van de grootste en volledig uitgegroeide tanden is een diepe groeve aanwezig. Langs de hele tanddragende kaakrand ontbreekt een tandgroeve. De tanden zijn van één enkel, kegelvormig, type. De onderrand van het schouderblad is recht. Het vijfde middenhandsbeen is groter dan het vierde distale carpale.

## Fylogenie
Contectopalatus is in de Mixosauridae geplaatst.